# India és Madagaszkár dinoszauruszainak listája

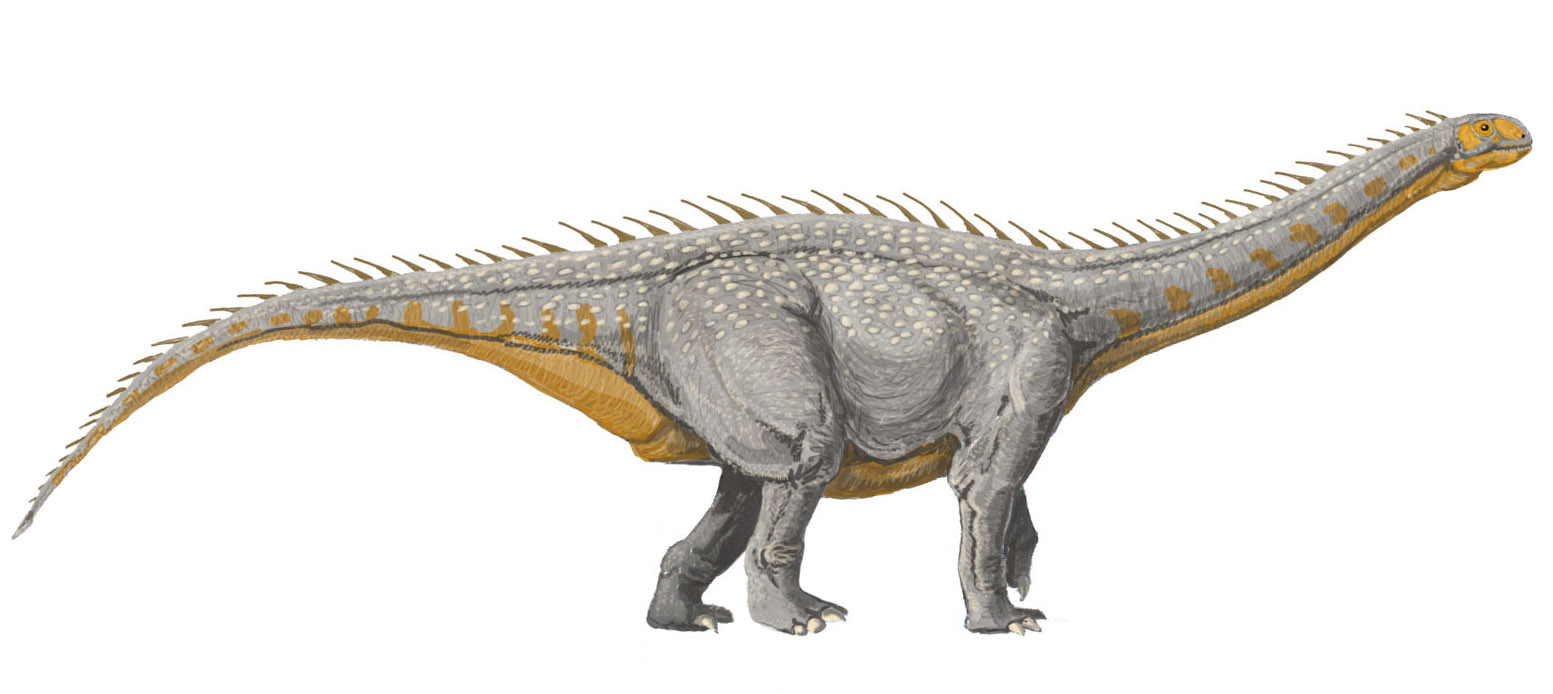
Barapasaurus

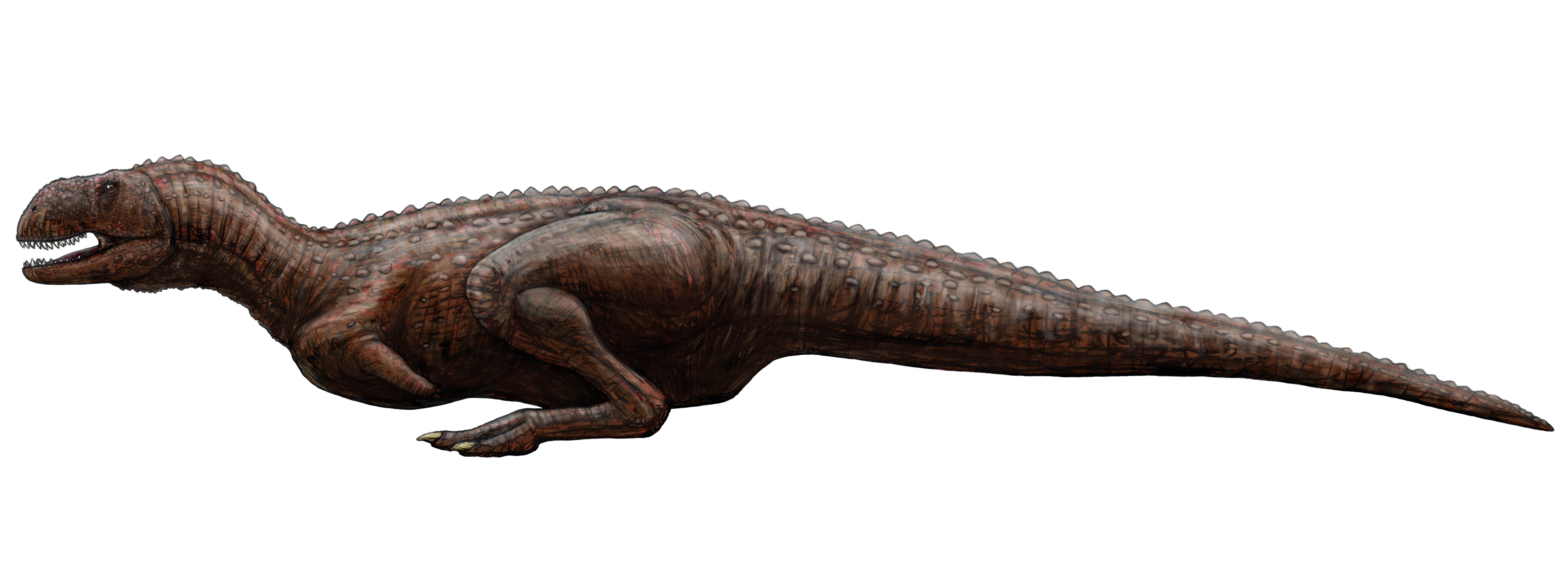
Indosuchus

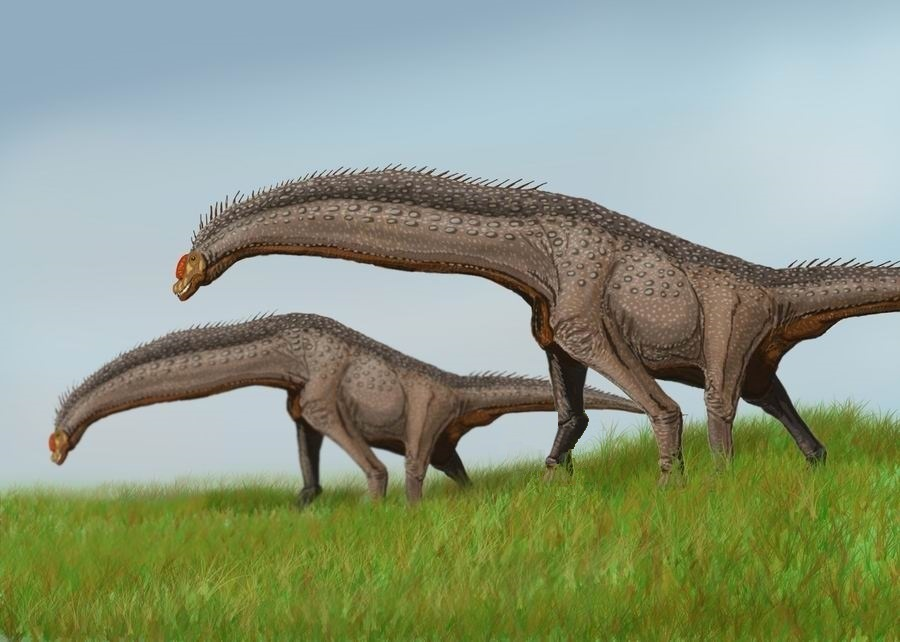
Isisaurus

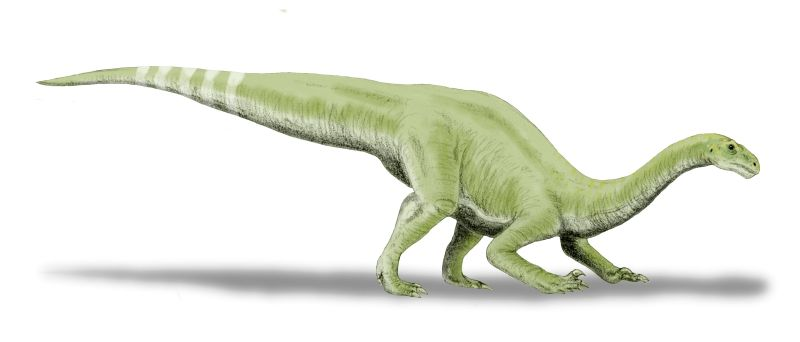
Lamplughsaura

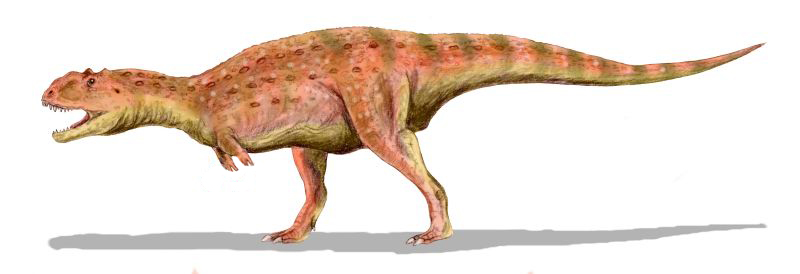
Majungasaurus

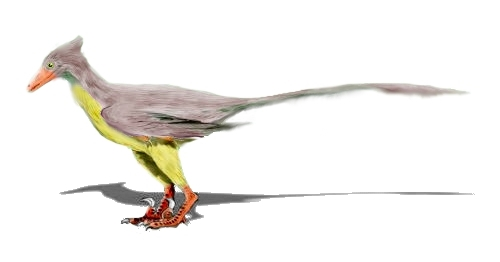
Rahonavis

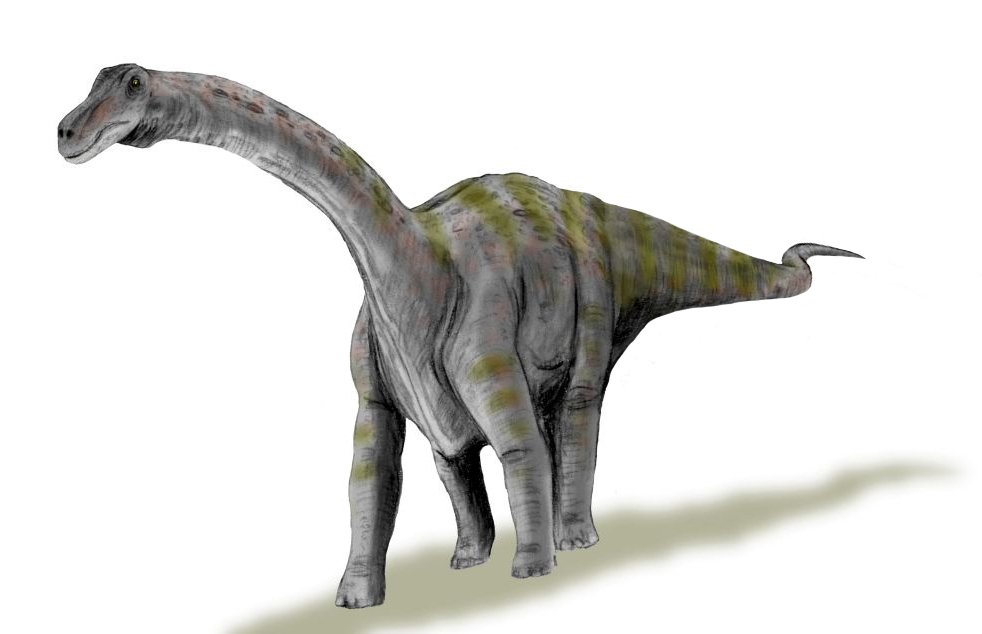
Rapetosaurus

Az alábbi dinoszaurusz lista olyan nemeket tartalmaz, amelyek India és Madagaszkár területéről kerültek elő. Bár India és Madagaszkár napjainkban nagymértékben elkülönülnek, a mezozoikum idejének nagy részén összekapcsolódtak, és hasonló, a mai Afrika és Ázsia területén találhatótól eltérő dinoszaurusz faunával rendelkeztek.

## India és Madagaszkár dinoszauruszainak listája
| Név                | Időszak      | Lelőhely    | Étrend       | Megjegyzés |
| ------------------ | ------------ | ----------- | ------------ | ---------- |
| Alwalkeria         | triász       | India       | mindenevő    | —          |
| Archaeodontosaurus | jura         | Madagaszkár | növényevő    | —          |
| Barapasaurus       | jura         | India       | növényevő    | —          |
| Bothriospondylus   | jura         | Madagaszkár | növényevő    | —          |
| Brachypodosaurus   | kréta        | India       | növényevő    | —          |
| Bruhathkayosaurus  | kréta        | India       | növényevő    | —          |
| Coeluroides        | kréta        | India       | húsevő       | —          |
| Compsosuchus       | kréta        | India       | húsevő       | —          |
| Dandakosaurus      | jura         | India       | húsevő       | —          |
| Dryptosauroides    | kréta        | India       | húsevő       | —          |
| Indosaurus         | kréta        | India       | húsevő       | —          |
| Indosuchus         | kréta        | India       | húsevő       | —          |
| Isisaurus          | kréta        | India       | növényevő    | —          |
| Jainosaurus        | kréta        | India       | növényevő    | —          |
| Jubbulpuria        | kréta        | India       | húsevő       | —          |
| Kotasaurus         | jura         | India       | növényevő    | —          |
| Laevisuchus        | kréta        | India       | húsevő       | —          |
| Lametasaurus       | (ismeretlen) | India       | (ismeretlen) | (kiméra)   |
| Lamplughsaura      | jura         | India       | növényevő    | —          |
| Lapparentosaurus   | jura         | Madagaszkár | növényevő    | —          |
| Majungasaurus      | kréta        | Madagaszkár | húsevő       | —          |
| Masiakasaurus      | kréta        | Madagaszkár | húsevő       | —          |
| Ornithomimoides    | kréta        | India       | húsevő       | —          |
| Orthogoniosaurus   | kréta        | India       | húsevő       | —          |
| Pradhania          | jura         | India       | növényevő?   | —          |
| Rahonavis          | kréta        | Madagaszkár | húsevő       | —          |
| Rahiolisaurus      | kréta        | India       | húsevő       | —          |
| Rajasaurus         | kréta        | India       | húsevő       | —          |
| Rapetosaurus       | kréta        | Madagaszkár | növényevő    | —          |
| Titanosaurus       | kréta        | India       | növényevő    | —          |

## Színmagyarázat
| Nomen dubium |
| Érvénytelen  |
| Nomen nudum  |

## A megjelenés feltételei
- A dinoszaurusznak szerepelnie kell a Dinoszauruszok listáján.
- Az állat fosszíliáinak India vagy Madagaszkár területéről kell származnia.
- Ez a lista kiegészítés a Kategória:India és Madagaszkár dinoszauruszai alatt felsoroltakhoz.

## Fordítás
- Ez a szócikk részben vagy egészben a List of Indian and Madagascan dinosaurs című angol Wikipédia-szócikk ezen változatának fordításán alapul.  Az eredeti cikk szerkesztőit annak laptörténete sorolja fel. Ez a jelzés csupán a megfogalmazás eredetét és a szerzői jogokat jelzi, nem szolgál a cikkben szereplő információk forrásmegjelöléseként.